# روبرت جي. تومسون
روبرت جي. تومسون (بالإنجليزية: Robert G. Thompson)‏ هو ثوري وجندي وسياسي أمريكي، ولد في 1915 في غرانتس باس في الولايات المتحدة، وتوفي في 1965 في نيويورك في الولايات المتحدة بسبب نوبة قلبية.